# Rhinichthys atratulus
Espèce
Statut de conservation UICN

 LC  : Préoccupation mineure
Le Naseux noir (Rhinichthys atratulus) est une espèce de poissons à nageoires rayonnées de la famille des Cyprinidae et du genre des Rhinichthys ou Naseux.

## Habitat
Le Naseux noir se retrouve en eau douce en Amérique du Nord.